# معبد زئوس

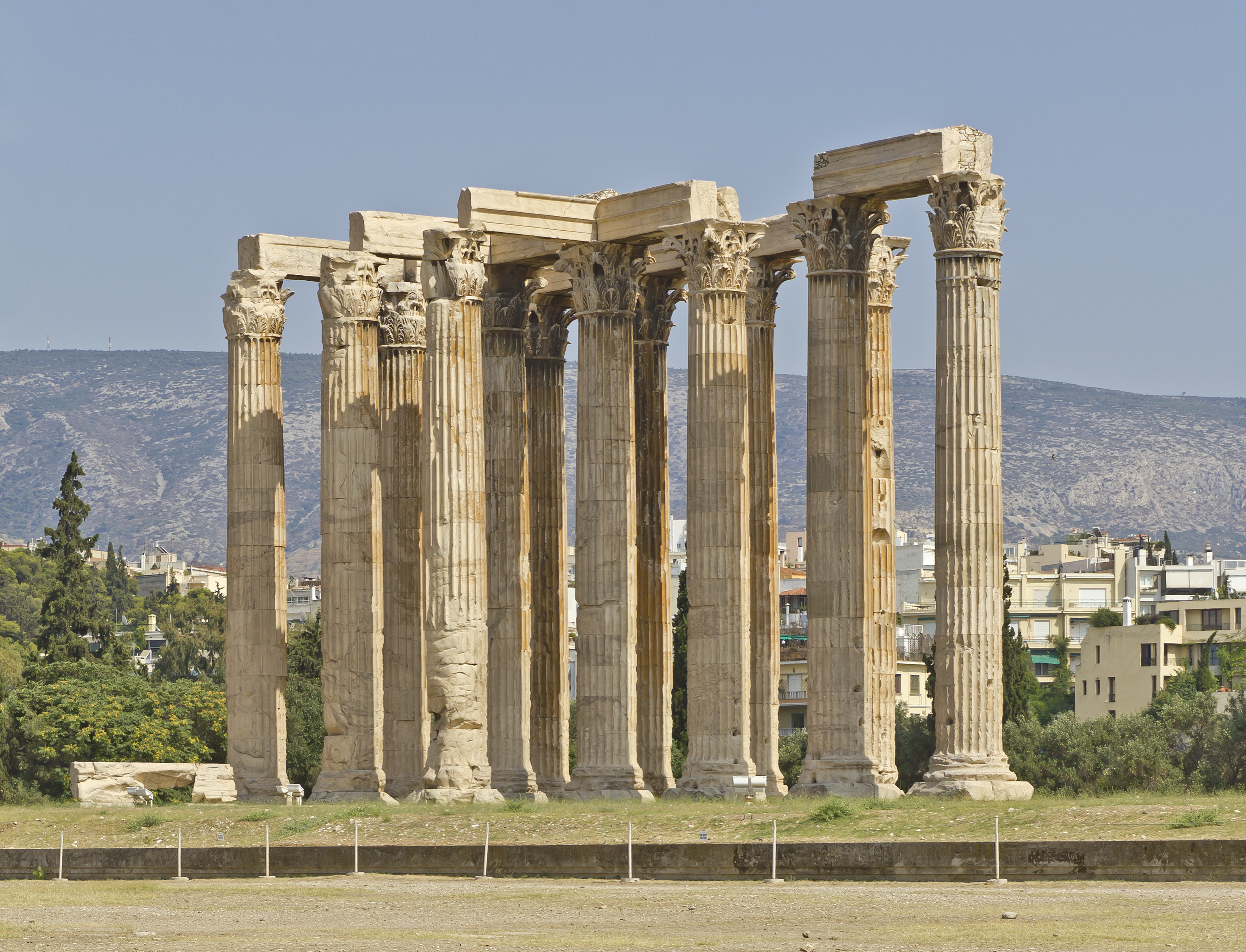
معبد زئوس در آتن

معبد زئوس (به یونانی: Ναός του Ολυμπίου Διός) از معابد باستانی یونان است که در مرکز آتن قرار دارد. این معبد توسط فیدیاس در المپیا برای زئوس ساخته شد.
ساختمان با شکوه این معبد بین سال‌های ۴۷۰ تا ۴۵۶ پیش از میلاد به دست یک معمار محلی بنا شد. این معبد شش‌گوش با سنگهای آهکی بزرگی که ستون‌های تو پُر و بزرگی آن‌ها را احاطه کرده بودند، ساخته شده بود و نمای آن توسط گچ تزیین شده بود. تا چند سال پس از پایان کار ساختمان معبد، تندیس مناسبی از زئوس در آن نبود. به همین دلیل تندیس‌سازی ماهر از آتن را برای ساختن تندیس زئوس انتخاب کردند. ساخت این معبد ۷۰۰ سال به طول انجامید.